# 大府東海インターチェンジ
大府東海インターチェンジ（おおぶとうかいインターチェンジ）は、愛知県大府市にある知多半島道路のインターチェンジ。トランペット型インターチェンジである。

## 道路
- E87 知多半島道路

## 歴史
開通当時は「大府インターチェンジ」だったが、伊勢湾岸自動車道開通直前に「大府東海インターチェンジ」に名前が変更された。
- 1971年（昭和46年）7月15日 - 大高IC・阿久比IC間開通に伴い大府IC供用開始[1]。
- 1983年（昭和58年）6月1日 - 日本道路公団から愛知県道路公社に移管[2]。
- 1989年（平成元年）4月26日 - 大高IC・大府IC間3.7 km 4車線化供用開始[2]。
- 1990年（平成2年）4月26日 - 大府IC・阿久比PA間15.8 km 4車線化供用開始[2]。
- 1998年（平成10年）2月18日 - 大府東海ICに名称変更[3]。
- 2016年（平成28年）10月1日 - 愛知県道路公社から愛知道路コンセッションに移管。

## 接続する道路
- 国道155号

## 料金所

### 入口
- レーン数：2
  - ETC専用：1
  - ETC/一般：1

### 出口
- レーン数：3
  - ETC専用：1
  - ETC/一般：1
  - 休止中 1

## 周辺
- あいち健康の森公園
- ヤマナカ大府東海物流センター
- JAあぐりタウン げんきの郷

## 隣
E87 知多半島道路
大府西IC - 大高TB - 大府PA - 大府東海IC - 東浦知多IC